# Koninklijk Italiaans Leger
Het Koninklijk Italiaanse Leger (Italiaans: Regio Esercito Italiano) was het leger van het koninkrijk Italië vanaf de eenwording van Italië in 1861 tot de geboorte van de Italiaanse Republiek in 1946. Na afloop van de monarchie veranderde het leger zijn naam in het 'Italiaanse leger' (Esercito Italiano).